# Swakarya
Swakarya is een bestuurslaag in het regentschap Sukabumi van de provincie West-Java, Indonesië. Swakarya telt 8858 inwoners (volkstelling 2010).